# 1611 a tudományban
Az 1611. év a tudományban és a technikában.

## Csillagászat
- David Fabricius és fia, Johannes Fabricius németalföldi csillagászok publikálják a napfoltokra vonatkozó megfigyelésüket.
- Johannes Kepler kiadta Dioptrice c. munkáját, melyben a kis szögekre érvényes fénytörési törvényt, továbbá a Galilei- és a Kepler-távcső elméletét írta le.

## Születések
- január 28. – Johannes Hevelius csillagász († 1687).
- március 1. - John Pell matematikus († 1685)

## Halálozások
- Henry Hudson angol tengerész, utazó, felfedező (* 1565 k.)